# Eberstein (südwestdeutsches Adelsgeschlecht)

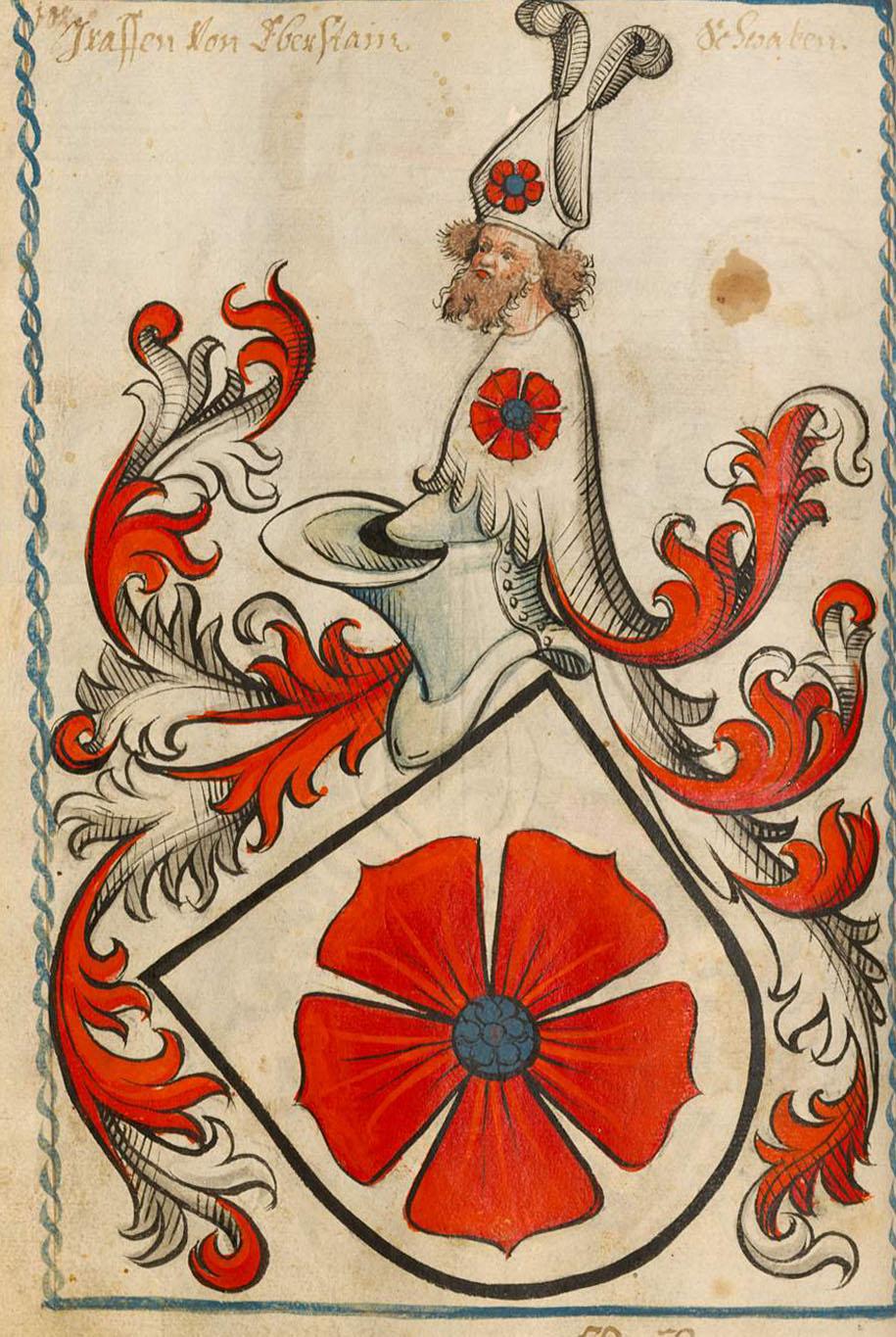
Wappen der Grafen von Eberstein

Die Grafen von Eberstein waren ein schwäbisches Adelsgeschlecht, das von 1085 bis ins 13. Jahrhundert auf der heute als Alt-Eberstein bekannten Burg beim heutigen Baden-Badener Stadtteil Ebersteinburg residierte und anschließend, bis zum Erlöschen der Familie im Mannesstamm im Jahr 1660, auf Neu Eberstein bei Gernsbach. Sie gründeten mehrere Städte und Klöster und machten aus dem vorher kaum besiedelten Murgtal eine blühende Herrschaft. Eingezwängt zwischen den bedeutender werdenden Herrschaften Baden und Württemberg mussten sie jedoch stetig gegen den Niedergang kämpfen. Die Besitztümer fielen an Baden, das Hochstift Speyer und an Württemberg.

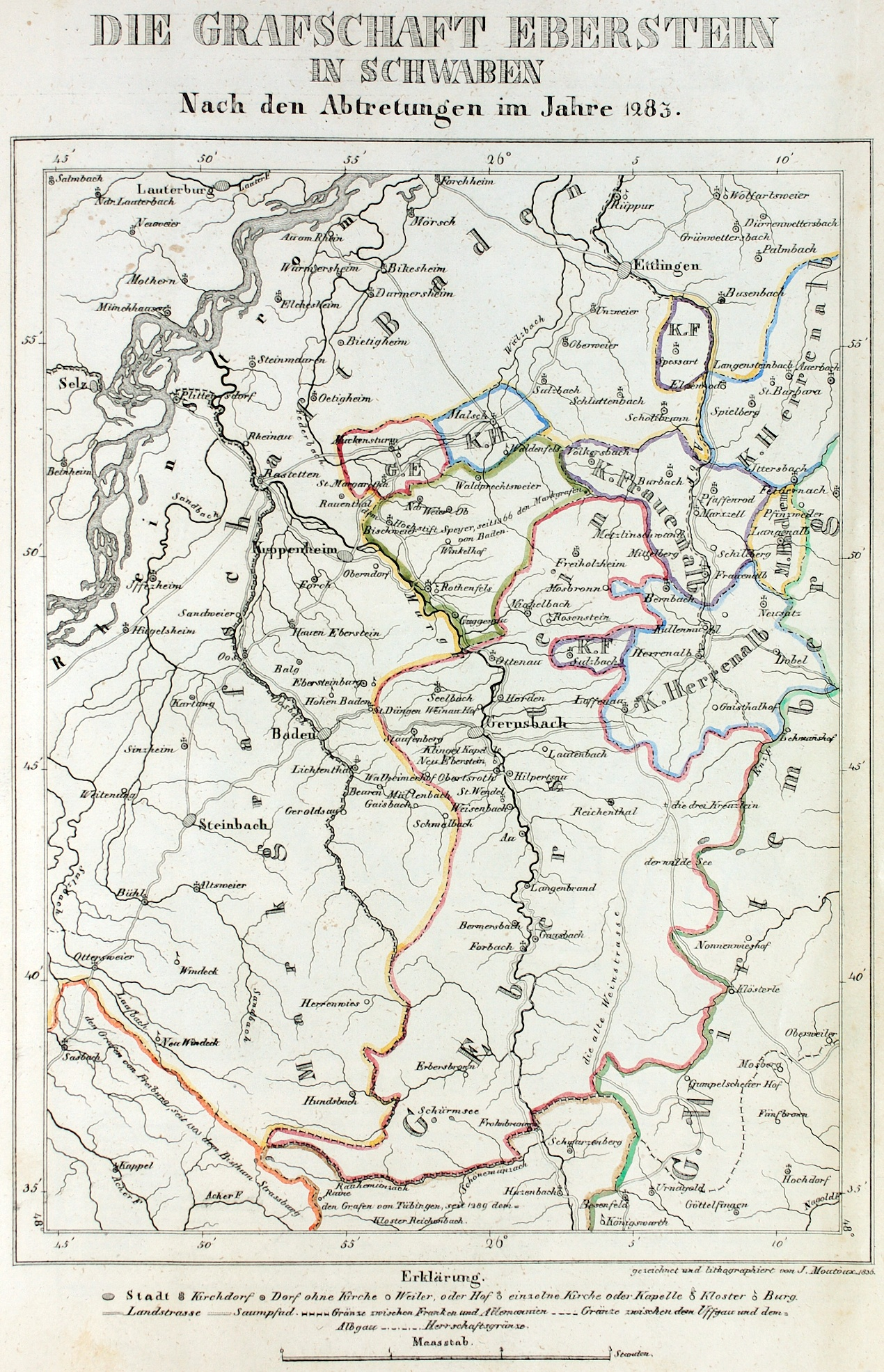
Karte der Grafschaft Eberstein nach den Abtretungen im Jahr 1283 (aus Georg Heinrich Krieg von Hochfelden: Geschichte der Grafen von Eberstein in Schwaben, 1836)

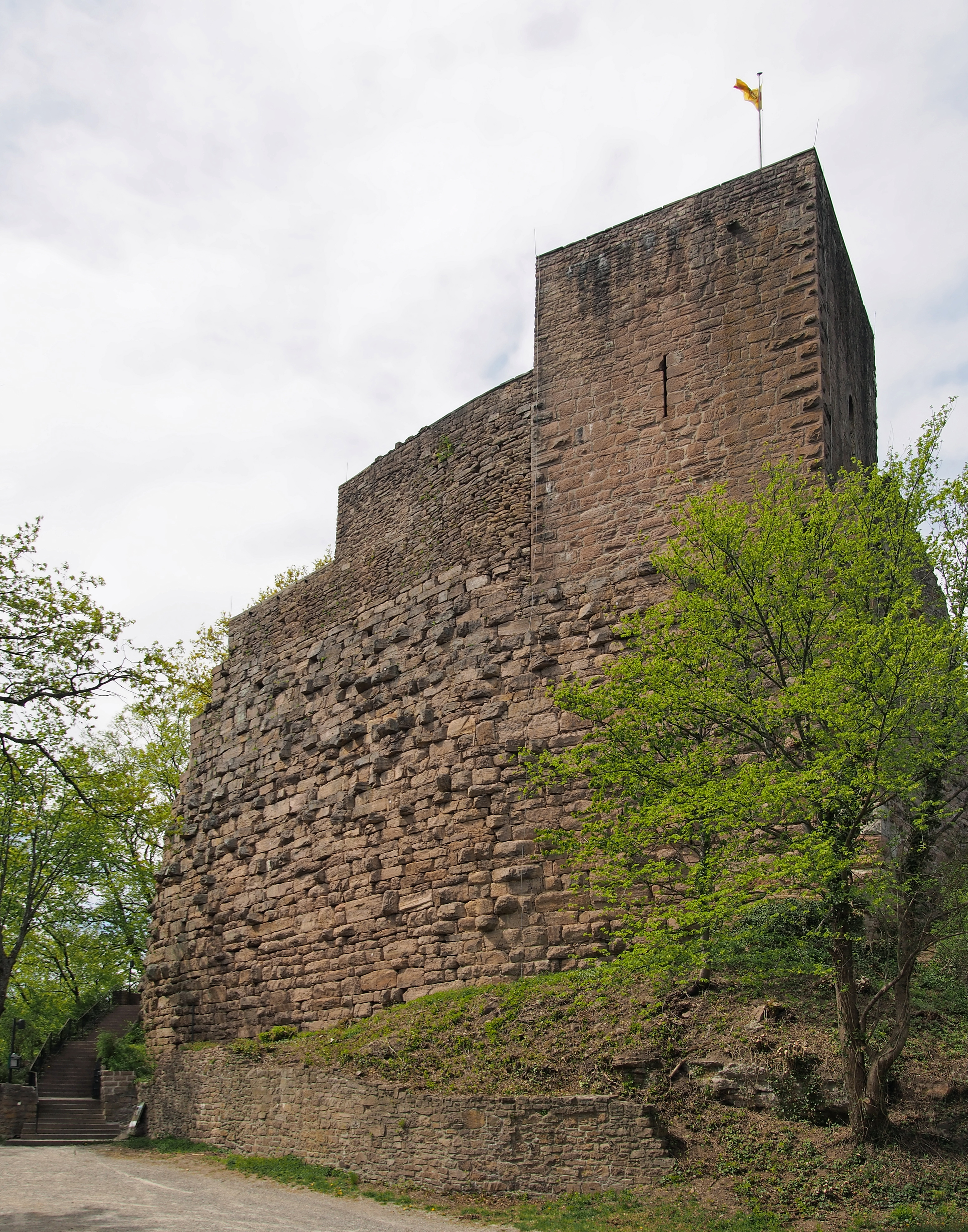
Ruine Alt-Eberstein

## 1085–1250: Aufstieg und Blütezeit
In einem Schenkungsbrief aus dem Jahr 1085 an das Kloster Reichenbach erscheinen Berthold von Eberstein und seine Söhne Berthold und Eberhard als Zeugen. Zu dieser Zeit verlegten sie ihren Wohnsitz aus der Rheinebene (dort gehörten ihnen zehn Orte im Raum Sinzheim und Ottersweier) auf Burg Eberstein (Alt-Eberstein), eine Höhenburg am Übergang vom Rhein- zum Murgtal. Nach 1102 erhielten sie Besitztümer im Murgtal vom Bistum Speyer zu Lehen, während das benachbarte Oostal den Markgrafen von Baden zufiel, deren Stammsitz Schloss Hohenbaden nur zwei Kilometer von Alt-Eberstein entfernt steht. Die Blütezeit der Grafen erstreckte sich allerdings nur über die relativ kurze Zeitspanne von rund hundert Jahren (1150 bis 1250). Es gelang ihnen zunächst den Besitz durch einträgliche Eheschließungen zu vermehren, sodass man schließlich über eine stattliche Herrschaft verfügte, zu der auch die Schauenburg bei Oberkirch gehörte.
Berthold III. stiftete 1149/50 zusammen mit seiner Gemahlin Uta von Lauffen das Zisterzienserkloster Herrenalb, das den Ebersteinern als Hauskloster diente. 1180 gründeten Bertholds Sohn Eberhard III. und seine Mutter Uta auch noch das Kloster Frauenalb. Neben der Frömmigkeit stand bei solchen Klosterstiftungen das pragmatische Ziel der Versorgung von Familienangehörigen im Blickpunkt.
Zu Beginn des 13. Jahrhunderts hatten die Ebersteiner Besitz im Elsass, in der Ortenau, in den Tälern von Murg, Alb und Pfinz sowie im Kraichgau. Der gesellschaftliche Aufstieg der Ebersteiner drückte sich nicht nur in Heiratsverbindungen zu den vornehmsten Geschlechtern Südwestdeutschlands, sondern auch in dem Grafentitel aus, den die Brüder Eberhard IV. († 1263) und Otto I. (1207–1279) seit etwa 1230 in ihren Siegeln führten.
1241 wurde das Kloster Rosenthal durch den genannten Grafen Eberhard IV., Burgherr zu Stauf, und seine Gemahlin Adelheid von Sayn gestiftet.

## 1219–1387: Niedergang

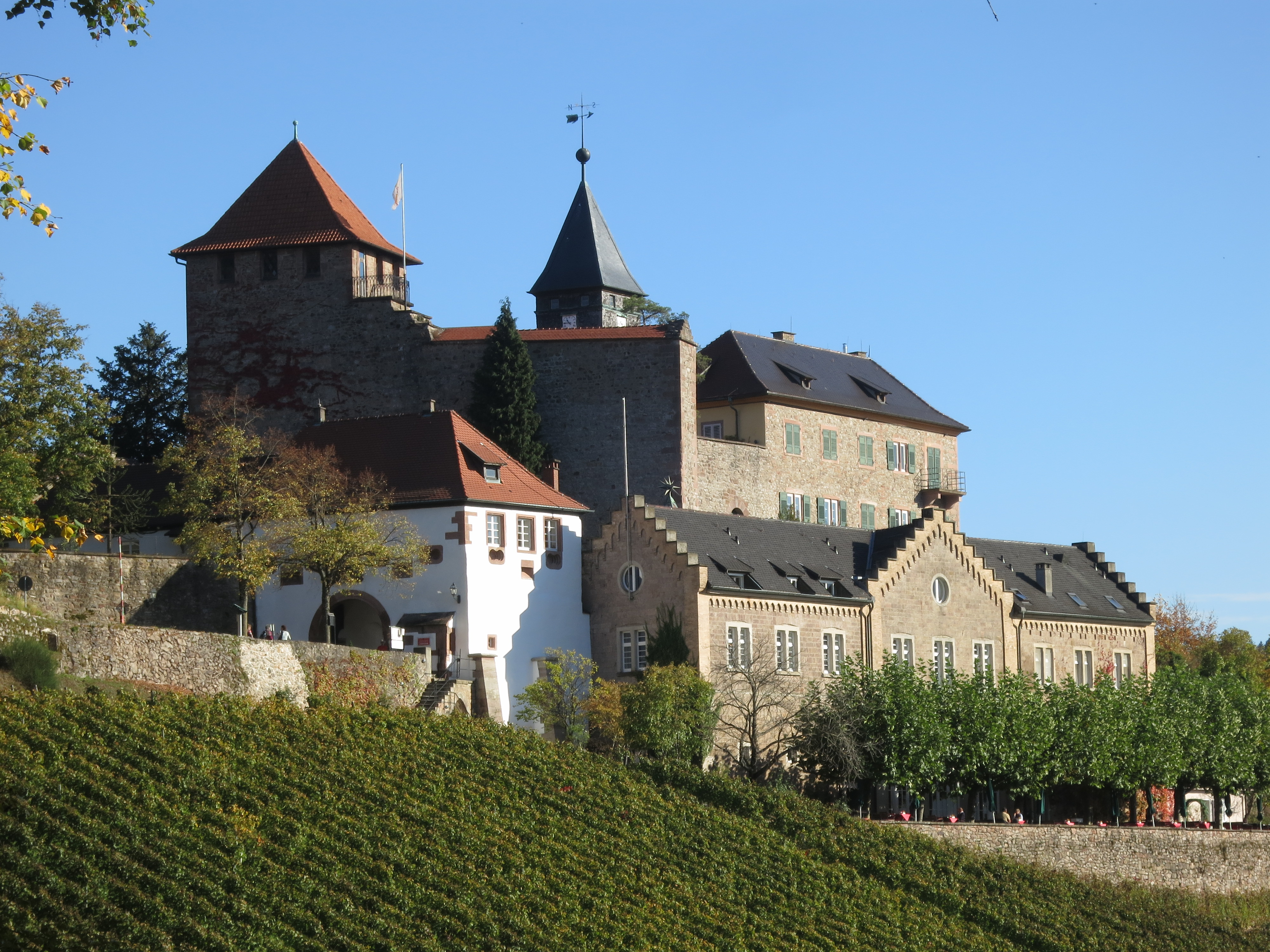
Schloss Eberstein (Gernsbach)

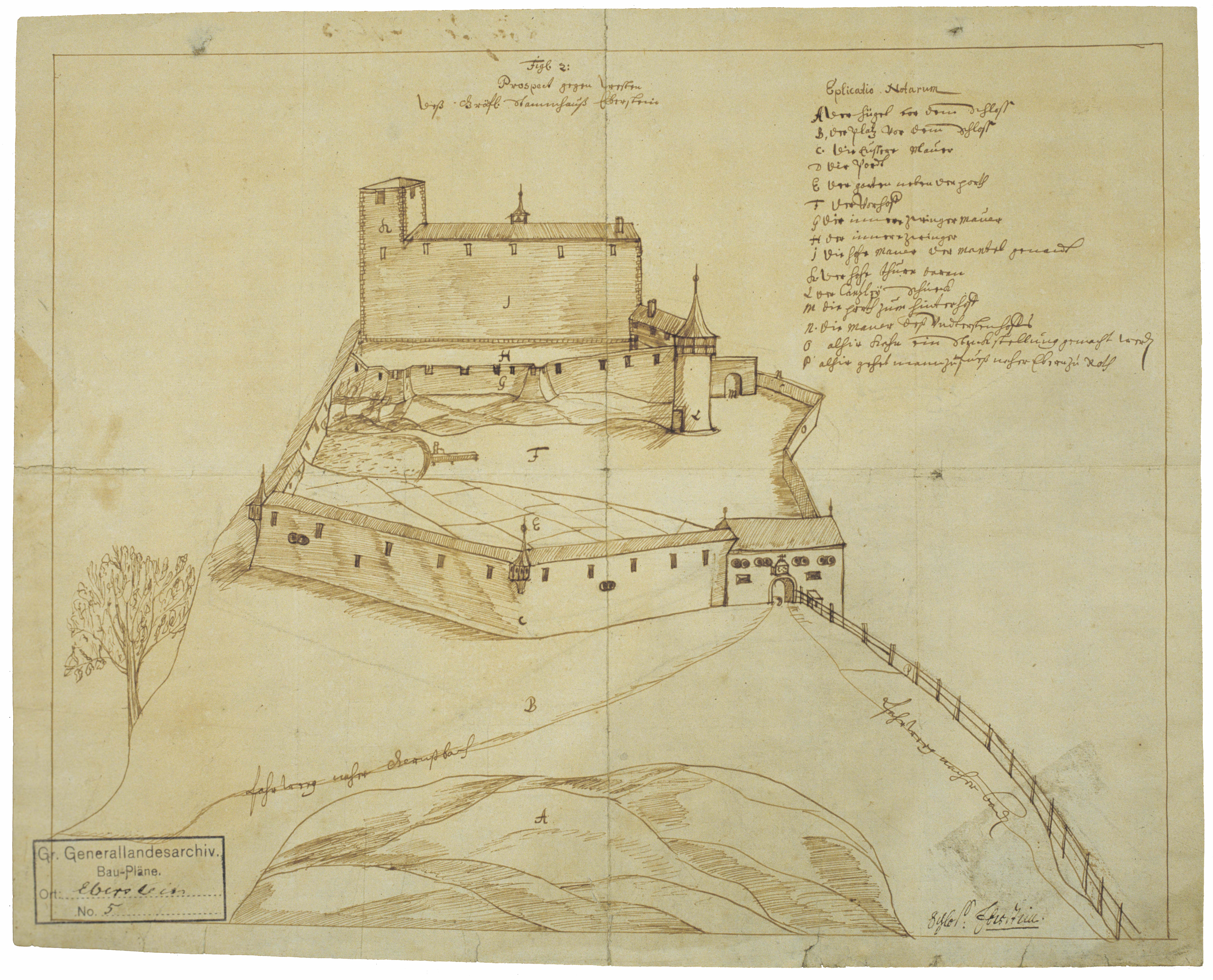
Schloss Eberstein Ende des 17. Jahrhunderts

1219 kam es zur Teilung der Besitztümer zwischen den Brüdern Eberhard IV. und Otto I. In den Folgejahren gründeten die Ebersteiner zwar noch fünf Städte (Gernsbach, Kuppenheim, Neuburg am Rhein, Bretten und Gochsheim im Kraichgau), doch mit den Finanzen der Grafen stand es nicht zum Besten. Dies zeigte sich deutlich im Jahre 1240, als Kunigunde von Eberstein den Markgrafen Rudolf I. von Baden heiratete. Da die Finanzmittel für die Mitgift nicht ausreichten, musste Otto II. den Badenern die Hälfte der Stammburg Alt-Eberstein überlassen. Die Ebersteiner verlegten ihren Sitz in die 1272 erstmals erwähnte Burg Neu-Eberstein (heute Schloss Eberstein) oberhalb von Gernsbach. Die andere Hälfte der Burg Alt-Eberstein ging 1283 durch Verkauf ebenfalls an die Markgrafen von Baden. Dass es zu einem schnellen Niedergang der Ebersteiner kam, war sicherlich auch der Großzügigkeit und Freigiebigkeit gegenüber den beiden Hausklöstern Herrenalb und Frauenalb zuzuschreiben. Darüber hinaus mussten die zumeist mit großem Kinderreichtum gesegneten Ebersteiner stets beträchtliche Mittel für die Ausstattung der Töchter bereitstellen.
Besiegelt wurde das Schicksal der Ebersteiner durch Graf Wolf(ram) von Eberstein (1360 bis etwa 1395), der dafür sorgte, dass ein Großteil der verbliebenen Besitztümer des Hauses verloren ging. Der streitlustige Wolf hatte sich letztlich hoffnungslos verschuldet, wozu vor allem eine 20-jährige Fehde mit Graf Eberhard II. von Württemberg beitrug. Waldangelloch kam 1363 in den Besitz der Herren von Angelach. 1387 verkaufte Eberhard die Hälfte der Grafschaft und die Hälfte der Burg Neu-Eberstein für 8000 Gulden an Markgraf Rudolf VII. von Baden. Die Grafen von Eberstein nahmen derweil noch grundherrliche Rechte in ihren verbliebenen Ländereien wahr, konnten jedoch keine Bedeutung mehr als Territorialherren erlangen.
Graf Wilhelm IV. von Eberstein (1497–1562) führte in seinem Herrschaftsgebiet 1556 offiziell die Reformation ein, die andere Linie der Grafen blieb altgläubig. Seine Söhne Philipp II. (1523–1589) und Otto IV. (1533–1576) hatten keine männlichen Nachkommen; Ottos Töchter heirateten Sprosse der katholischen Grafen von Wolkenstein und Grafen von Gronsfeld. Diese klagten nach Philipps Tod gegen den Übergang der Herrschaft auf die reformierten Grafen der überlebenden, jüngeren Eberstein-Linie und erhielten im Dreißigjährigen Krieg große Teile der Grafschaft Eberstein.

## Erlöschen des Geschlechts im 17. Jahrhundert

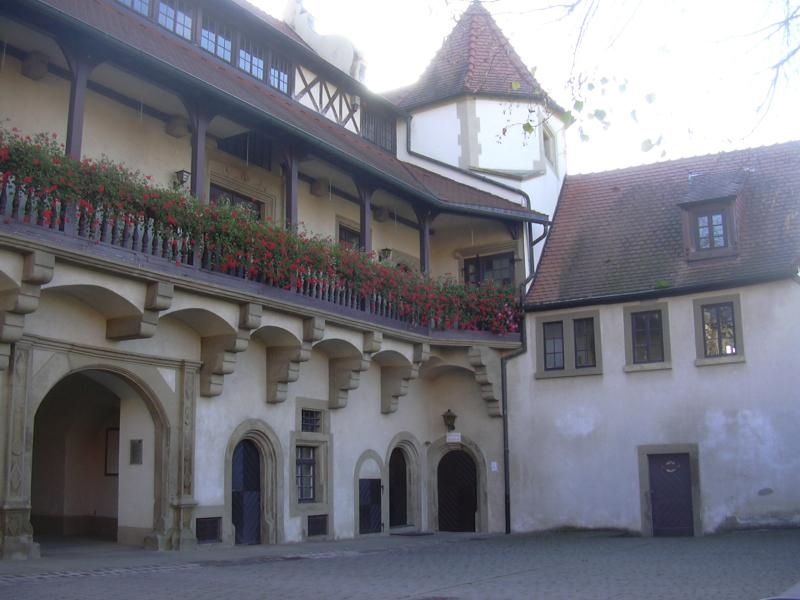
Innenhof von Schloss Gochsheim

Nach dem Aussterben derer von Angelach 1608 zog der reformierte Philipp III. von Eberstein, der noch Herr über Gochsheim und Ländereien in Lothringen war, den Besitz in Waldangelloch wieder an sich. Im Mannesstamm starb das Geschlecht jedoch schon rund 50 Jahre später endgültig mit dem Tod des erst 21-jährigen Grafen Casimir von Eberstein (* 19. April 1639; † 22. Dezember 1660) im Jahr 1660 aus. Seine Frau Marie Eleonore von Nassau-Weilburg (* 12. August 1636 in Metz; † 16. Dezember 1678 in Gochsheim) hatte er erst am 5. Mai desselben Jahres in Idstein geheiratet. Seine Tochter Albertina Sophia Esther (* 20. Mai 1661 in Gochsheim; † 24. Mai 1728), die den vor ihrer Geburt verstorbenen Vater nie kennengelernt hatte, heiratete wenige Wochen nach dem Tod der Mutter am 9. Februar 1679 Herzog Friedrich August von Württemberg-Neuenstadt (1654–1716) und brachte die letzten Liegenschaften der Familie in Gochsheim und Waldangelloch mit in die Ehe ein. Das Paar residierte zeitweilig im Schloss Gochsheim. Die Ehe blieb trotz 14 Kindern ohne überlebende männliche Nachkommen.  Die Besitztümer fielen an das Haus Württemberg.

## Wappen
Das Familienwappen der Grafen von Eberstein zeigt eine Rose mit fünf roten Blütenblättern und blauem Zentrum auf einem silbernen Schild. Im Jahr 1207 ist die Rose erstmals als ebersteinisches Emblem in einem Siegel belegt. Im 16. Jahrhundert kam der Eber zusätzlich ins Wappen. Eine Sage, wonach die Blüte aufgrund der Verleihung einer Goldenen Rose durch den Papst an einen Ebersteiner als Anerkennung für geleistete Dienste ins Wappen aufgenommen wurde, kann bis ins Jahr 1531 zurückverfolgt werden, der Wahrheitsgehalt ist jedoch historisch nicht belegbar.

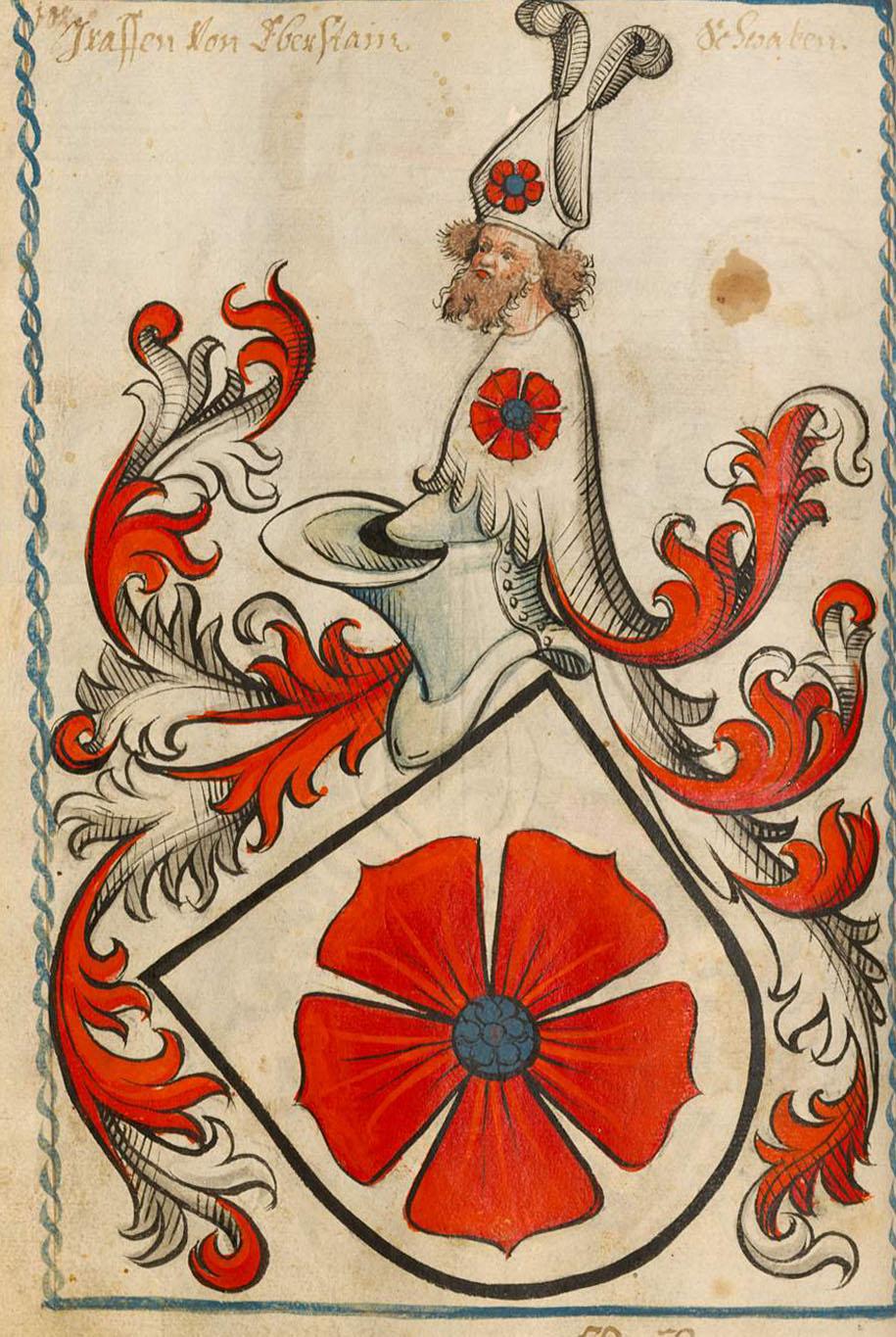
Wappen der Grafen von Eberstein, Scheiblersches Wappenbuch 1450–1480
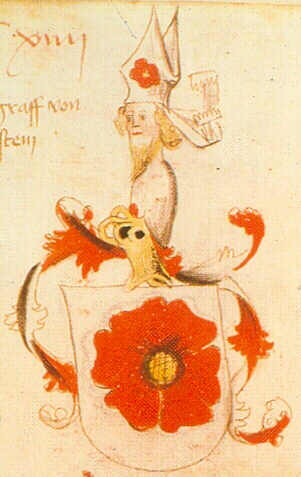
Wappen im Ingeram-Codex
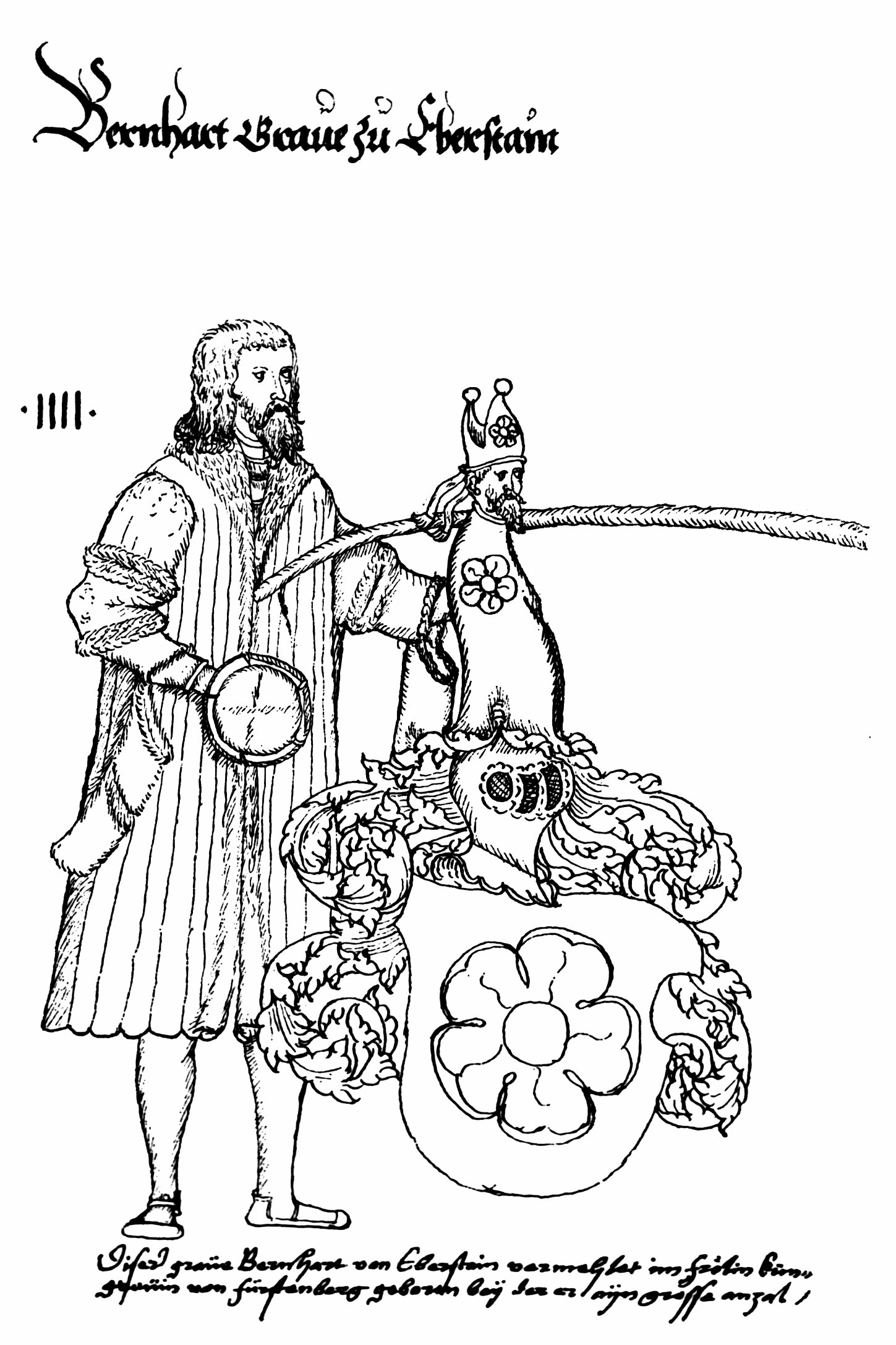
Bernhard von Eberstein († 1526) mit Wappenschild
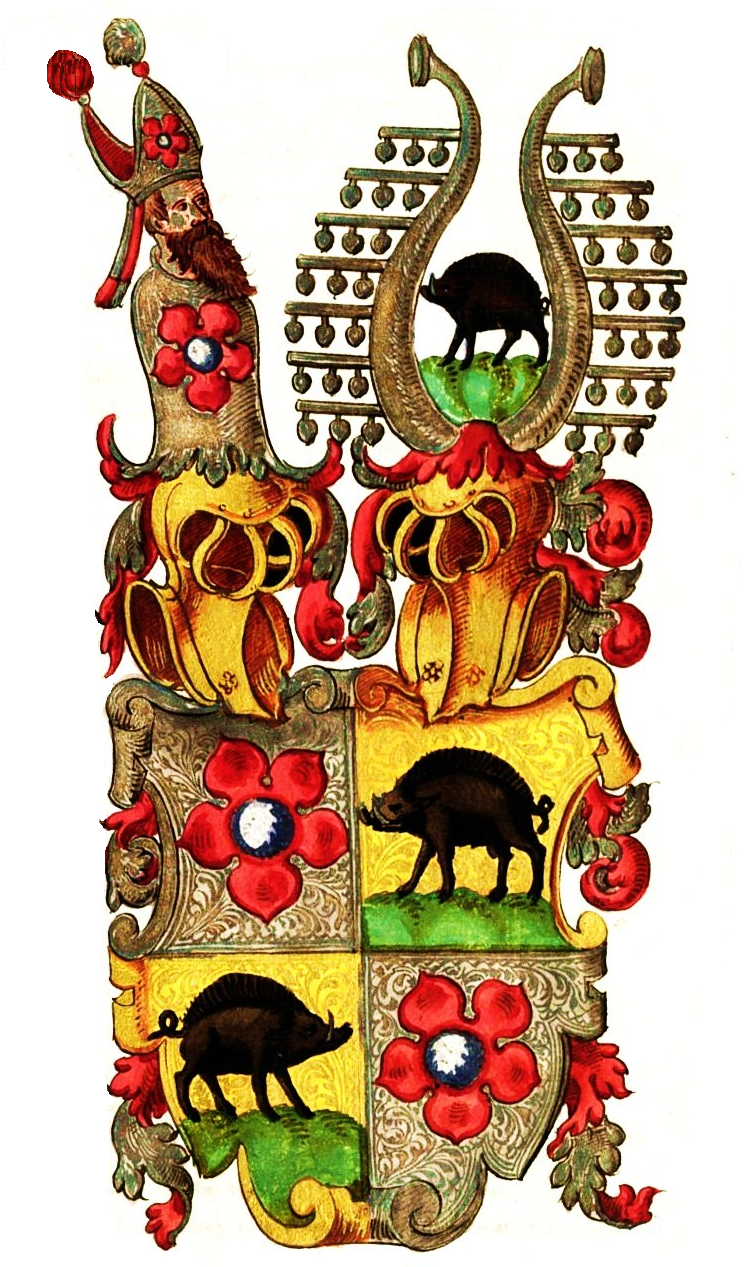
Wappen in der Zimmerischen Chronik, Mitte des 16. Jahrhunderts